# Luthrodes kiamurae
Luthrodes kiamurae är en fjärilsart som beskrevs av Matsumura 1910. Luthrodes kiamurae ingår i släktet Luthrodes och familjen juvelvingar. Inga underarter finns listade i Catalogue of Life.